# Nesebaria
Nesebaria is een geslacht van vliesvleugeligen uit de familie Encyrtidae. De wetenschappelijke naam van dit geslacht is voor het eerst geldig gepubliceerd in 1970 door Hoffer.

## Soorten
Het geslacht Nesebaria is monotypisch en omvat slechts de volgende soort:
- Nesebaria filicornis Hoffer, 1970